# جنرال الكتريك سي إف 6
جنرال الكتريك سي إف 6 (بالإنجليزية: General Electric CF6)‏ محرك نفاث من عائلة المحركات التوربينية المروحية عالية الالتفافية تنتجه شركة جنرال الكتريك للطيران الأمريكية. تم تطويره أستنادا على المحرك المتوفر في ذلك الوقت وهو محرك جنرال إلكتريك تي إف 39 “TF39” والذي يعد أول محرك طائرة عالي الطاقة وذو التفافية عالية، ومحرك سي إف 6 يوفر قوى دفع لمجموعة كبيرة وواسعة من مختلف أنواع الطائرات المدنية. ولقد شكلت النواة الأساسية لمحرك سي إف 6 الأساس الذي بنيت عليه المحركات البحرية ومولدات الطاقة الكهربائية ذات محرك عمود الدوران التوربيني من طرازات إل إم 2500 “LM2500”، وإل إم 5000 “LM5000”، وإل إم 6000 “LM6000”. وتعتزم شركة جي إي استبدال أسرة محركات سي إف 6 بمحركاتها الأحدث من طراز جنرال إلكتريك جينكس.

## التطوير

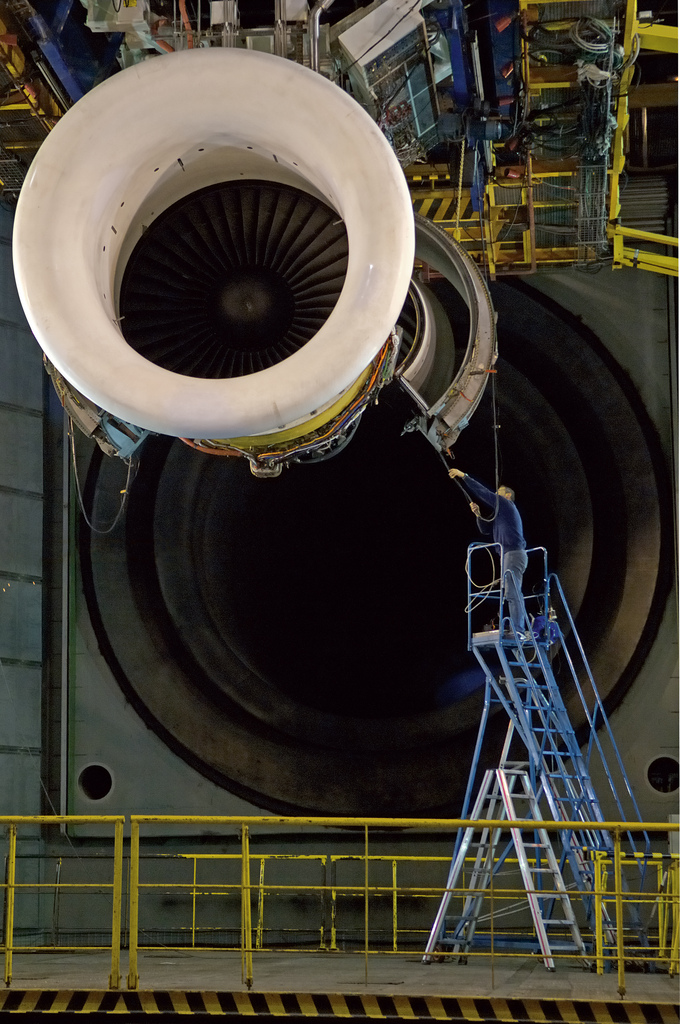
محرك GE CF6 التوربيني مثبت على منصة اختبار في Torrejón de Ardoz

في أواخر الستينات من القرن العشرين، وبعد نجاح تطوير محرك تي إف 39 “TF39” والمخصص لطائرة النقل العسكري العملاقة من طراز غالاكسي سي-5، عرضت شركة جي إي تطوير محرك أكثر قوة عرف بأسم سي إف 6 وذلك للاستخدام المدني. وسرعان ما وجدت أهتماما في اثنين من التصاميم الجديدة المطروحة والتي عرضت على الخطوط الجوية الشرقية “ايسترن ايرلاينز” الأمريكية والتي كانت لديها عقود لشراء طائرات لوكهيد إل-1011 تراى ستار وطائرات ماكدونل دوغلاس دي سي - 10. وفي نهاية المطاف تم تحديد محرك رولز رويس أر بي 211 ليكون محرك طائرة لوكهيد إل-1011 تراى ستار، ومحرك سي إف 6 لطائرة ماكدونل دوغلاس دي سي - 10 والتي دخلت الخدمة في عام 1971. وفي الاعوام التالية تم اختيار إصدارات مختلفة من محرك سي إف 6 لتزود به طائرة بوينغ 747. ومنذ ذلك الحين، أصبح الإصدارات المختلفة من محرك سي إف 6 تدعم طائرات من طراز ايرباص إيرباص إيه 300، إيرباص إيه 300 / إيه 310 وإيرباص إيه 330 وبوينغ 767 وماكدونل دوغلاس أم دي-11.
وفي عام 2000، أصدر المجلس الوطني لسلامة النقل الأمريكي تحذيرات بشأن حدوث شروخ لضاغط الضغط العالي. وكذلك في عام 2010 أصدرا تحذيرا بخصوص فشل في الأقراص الدوارة لتوربينات الضغط المنخفض.

## المتغيرات

### سي إف 6-6
محرك سي إف 6-6 والذي تطورا من المحرك العسكري جنرال إلكتريك تي إف 39 “TF39”. والذي استخدم لأول مرة على طائرة ماكدونل دوغلاس دي سي - 10-10.

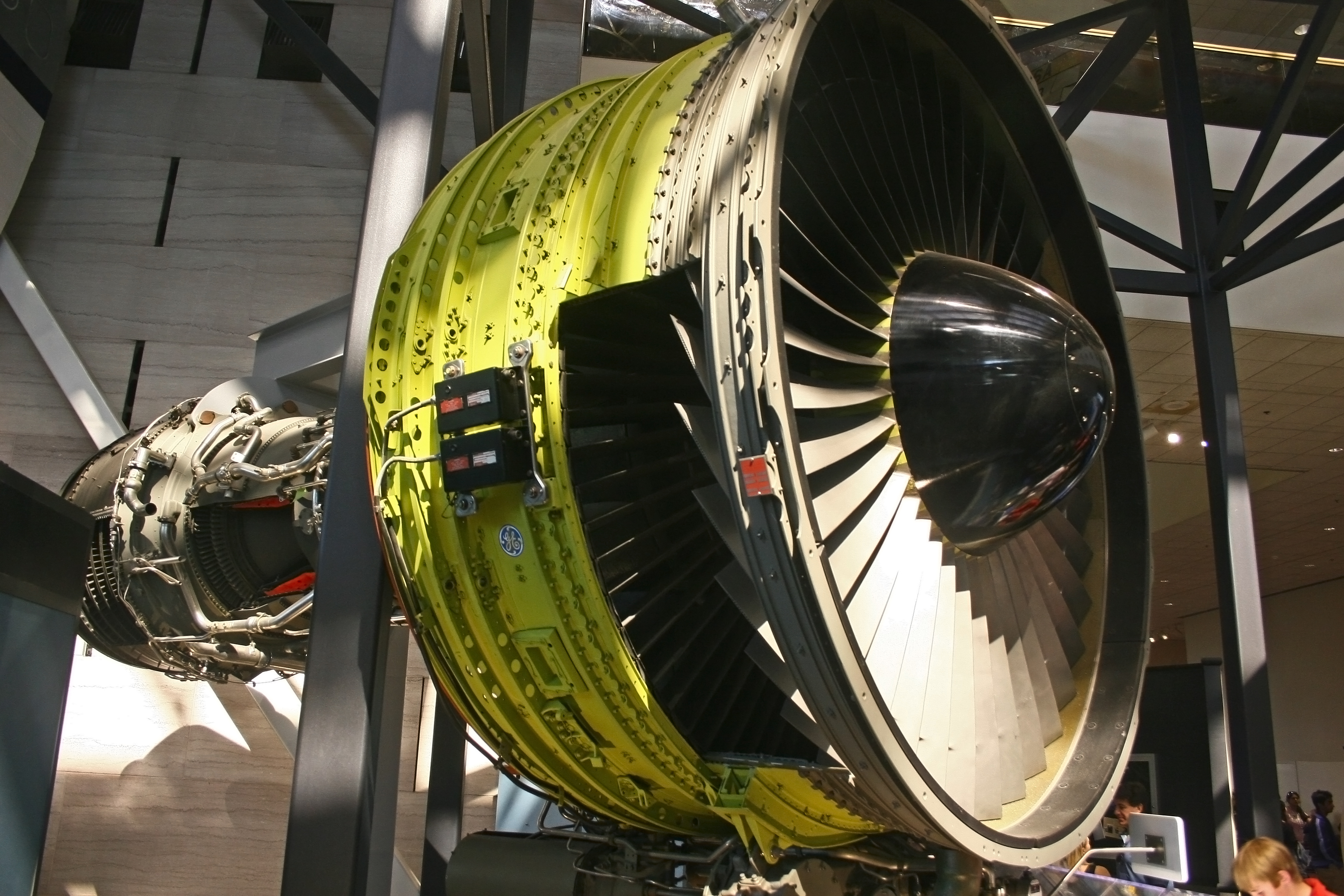
محرك جي إي من طراز سي إف 6 المروحي- العالي الالتفافية

أحتوت النسخة الأولية من محرك سي إف 6 على مروحة من مرحلة واحدة، مع معزز داعم للنواة الأساسية من مرحلة واحدة، يقودها توربين منخفض الضغط (LP) ذو خمسة مراحل، مع شاحن توربيني للضغط العالي (HP) مكون من 16 مرحلة، وضاغط محوري يقاد بمرحلتين توربينية للضغط العالي، واحتراق حلقي، مع استخدام فوهات عادم منفصلة لكل من المروحة والتدفق الهوائي الخارج من النواة الأساسية. وقطر المروحة 86.4 بوصة (2.19 م) مما يولد تدفق هواء بأكثر من 1300 رطل / ثانية (590 كجم / ث)، مما يؤدي إلى نسبة عالية نسبيا من التجاوز تقدر بـ 5.72. ونسبة الضغط الكلي لنظام الضغط هو 24.3. وعند أستخدام قوة المحرك الكاملة واللازمة للإقلاع فأنه يعطي قوة دفع ثابتة تبلغ 41500 رطل (185.05 كيلو نيوتن).
في 3 نوفمبر 1973، أدى تفكك كامل للتركيبة التجميعية لمروحة محرك سي إف 6-6 إلي فقدان الضغط في مقصورة الركاب لطائرة من طراز ماكدونل دوغلاس دي سي - 10-10 تابعة للخطوط الجوية الوطنية “National Airlines” في الرحلة رقم 27 وهي تحلق فوق نيو مكسيكو، الولايات المتحدة الأمريكية. كما ان فشل محرك سي إف 6-6 كان السبب الرئيسي وراء حادثة مدينة سيوكس بولاية أيوا الأمريكية، وذلك عندما تحطم طائرة الخطوط الجوية المتحدة أو يونايتد إيرلاينز في الرحلة رفم 232 من عام 1989.

### سي إف 6-50
سلسلة سي إف 6-50 هي محركات مروحية عالية الالتفافية، تعطي قوة دفع تترواح ما بين 51,000 و 54000 رطل (227,41-240,79 كيلو نيوتن). وقد تم إطلاقه في عام 1969 لتزود به الطائرة البعيدة المدى ماكدونل دوغلاس دي سي - 10-30 وقد اشتق من المحرك الذي سبقة من طراز سي إف 6-6. وفيما بعد تم تطّوير محرك سي إف 6-50 ليصنع منه المحرك الصناعي التوربيني إل إم 5000 “LM5000”، ذو محرك عمود الدوران التوربيني.
لأنه كان مطلوبا زيادة كبيرة في قوة الدفع وقوة بالتالي الأساسية لم يمض وقت طويل بعد -6 قد دخلت الخدمة، يمكن جنرال الكتريك ليس زيادة (HP) التوربينات الدوار درجة الحرارة مدخل كبير، حتى أنها اتخذت القرار مكلفة جدا لإعادة تكوين سي إف 6 الأساسية لزيادة حجم الأساسية. أنها حققت هذا عن طريق إزالة مرحلتين من الجزء الخلفي من ضاغط HP (حتى ترك مرور الهواء الفارغ، حيث كان ذات مرة تقع فيها نصول ودوارات). أضيفت مرحلتين معززة إضافية إلى LP (الضغط المنخفض) ضاغط الهواء، مما أدى إلى زيادة نسبة الضغط العام إلى 29.3. على الرغم من أن 86.4 في (2.19 م) قطر المروحة أبقي، أثيرت تدفق الهواء إلى 1450 رطل / S (660 كجم / ث)، مما أسفر عن اقتحام ثابت من 51,000 جمعة رطل (227 كيلو نيوتن). الزيادة في حجم الأساسية ونسبة ضغط الشاملة التي أثيرت بشكل كبير من تدفق الأساسية، مما أدى إلى انخفاض في نسبة الالتفافية إلى 4.26.
في أواخر عام 1969، تم اختيار سي إف 6-50 إلى السلطة الجديدة ثم إيرباص إيه 300. الخطوط الجوية الفرنسية أصبح العميل الأول لإيرباص إيه 300 عن طريق طلب ست طائرات في 1971 . في 1975، كانت الخطوط الجوية الملكية الهولندية كي إل إم أول شركة طيران تطلب طائرة بوينغ 747 مزودة بمحركات سي إف 6-50. أدت هذه التطورات إلى عائلة سي إف 6 مثل سي إف 6-80. وسي إف 6-50 أيضا مدعوم من بوينغ YC-14 USAF AMST النموذج النقل.
وقد عرضت الأساسية سي إف 6-50 المحرك أيضا مع التوجه 10٪ derate من ل747SR، نسخة عالية دورة قصيرة المدى تستخدم من قبل جميع الخطوط الجوية نيبون اليابانية لعمليات المحلي. هذا هو ما يسمى محرك سي إف 6-45.
أربعة إخفاقات غير خاضع للسيطرة دفعت من سي إف 6-45/50 محركات في السنتين السابقتين الولايات المتحدة مجلس سلامة النقل الوطني إلى إصدار توصية «عاجلة» لزيادة عمليات التفتيش من محركات على طائرات أمريكية في مايو 2010. [5] أي من الحوادث الأربعة من الخلل القرص الدوار وفشل فيما بعد سببا في وقوع حادث، لكنه لم يفعل أجزاء من المحرك اختراق الإسكان المحرك في كل حالة. [5]

### سي إف 6-80

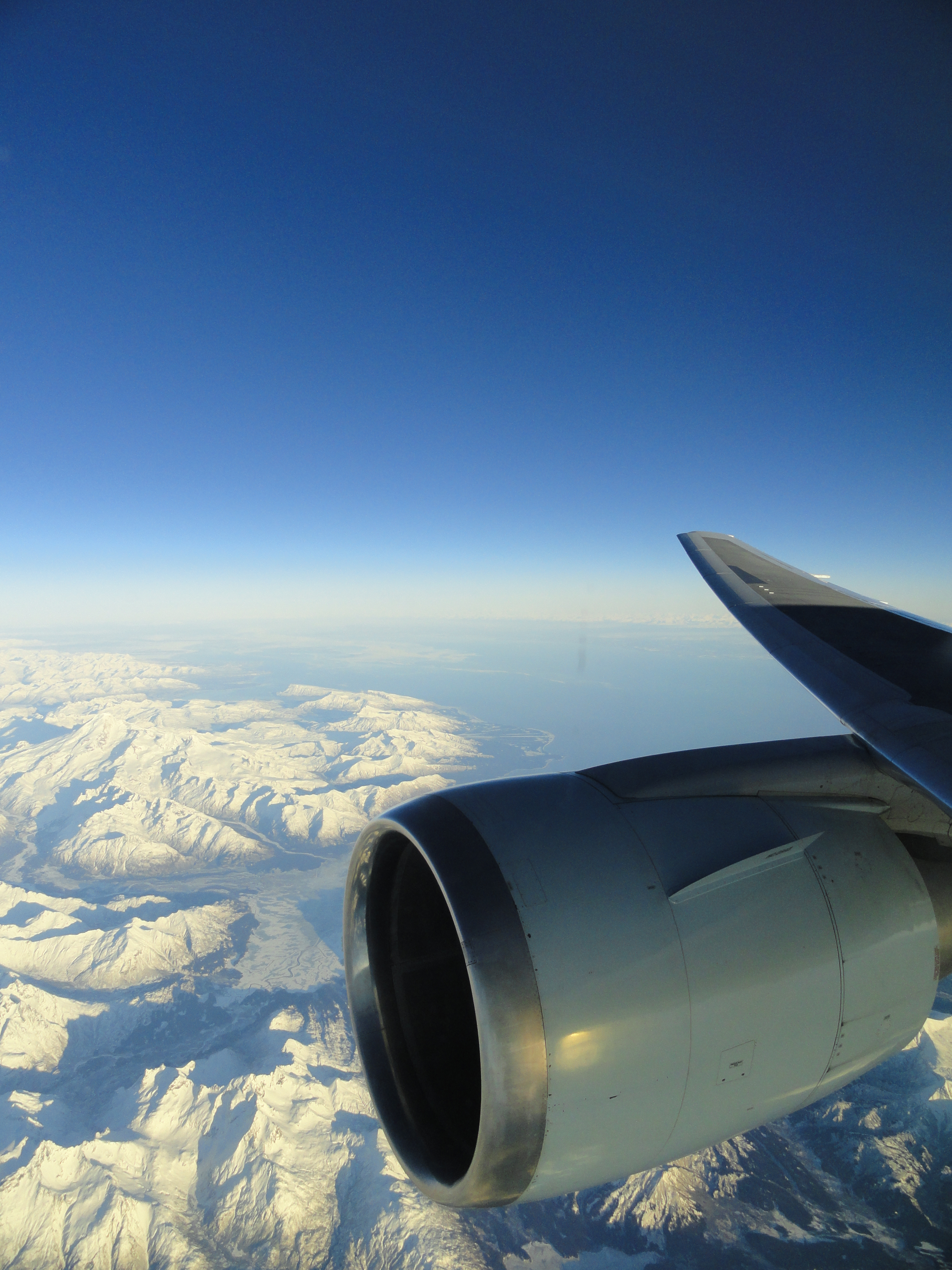
طائرة من طراز بوينغ 767-300إي أر تابعة الخطوط الجوية الكندية مزودة بمحركات سي إف 6-80سي2بي6إف

سلسلة محركات سي إف 6-80 المروحية التوربنية -عالية الالتفافية مع قوة دفع تبلغ من 48,000 إلى 75,000 رطل (214-334 كيلو نيوتن). وعلى الرغم من أن ضاغط الضغط العالي (HP) لا يزال لديه 14 مراحل، جي إي لم أغتنم هذه الفرصة لمرتبة المتابعة التصميم، عن طريق إزالة مرور الهواء الفارغ في الخروج ضاغط.
بعد سلسلة من الإخفاقات في التوربينات ذات الضغط العالي، 

 ظهرت على محركات بوينغ 767 مما أدى إلى تلف تلك المحركات واخراجها من الخدمة، 

 و FAA قد أصدر من صلاحية تكليف التفتيش لأكثر من 600 محركات. وهيئة سلامة النقل الأمريكية تعتقد أنه ينبغي زيادة هذا العدد ليشمل كل محركات سلسلة -80 مع أكثر من 3000 دورات منذ جديدة أو منذ آخر تفتيش. [12]
وتنقسم سلسلة -80 إلى ثلاثة نماذج متميزة.

#### سي إف 6-80إيه
محرك سي إف 6-80إيه، لديه تصنيف قوة دفع 48,000 إلى 50,000 رطل (214-222 كيلو نيوتن)، ويدعم الطائرات الثنائية المحركات من طراز بوينغ 767 وإيرباص إيه 310. دخلت طائرات بوينغ 767 والمزودة بمحركات جي إي الخدمة في خدمة شركات الطيران في عام 1982، وطائرات إيرباص إيه 310 والتي تعمل بمحركات جي إي في أوائل عام1983، والمصادقة بشهادة العمليات الممتدة ايتابس (ETOPS).
لسي إف 6-80إيه/إيه1، لا تزال قطر المروحة في 86.4 في (2.19 م)، مع تدفق الهواء من رطل 1435 / ثانية (651 كجم / ث). نسبة الضغط الكلي هو 28.0، مع نسبة الالتفافية من 4.66. اقتحام ثابت هو 48,000 ورطل (214 كيلو نيوتن). التكوين الميكانيكية الأساسية هي نفس سلسلة -50.

#### سي إف 6-80سي2
في الطراز سي إف 6-80سي2-إيه1، تم زيادة قطر المروحة إلى 93 بوصة (2.36 م)، مع تدفق هوائي بلغ 1750 رطل / ث (790 كجم / ث). ونسبة ضغط كلي بلغت 30.4، ونسبة الالتفافية بلغت 5.15. اوبلغت قوة الدفع الثابتة 59000 رطل (263 كيلو نيوتن). وتم إضافة مرحلة إضافية إلى ضاغط العالي (HP)، وخمسة مراحل إلى توربينات الضغط المنخفض.
وحاليا تم ترخيص واعتماد طراز سي إف 6-80سي2، على إحدى عشرة طائرة من ذات الجسم العريض، ويشمل ذلك بوينغ 747-400، وماكدونل دوغلاس أم دي-11. ويتم اعتماد سي إف 6-80سي2 أيضا التشغيل الثنائي الموسع المدى لETOPS-180 للإيرباص إيه 310، بوينغ 767، وكما جي إي F138-GE-100، والقوات الجوية الأمريكية سي-5 أم غالاكسي سوبر “C-5M ”.

#### سي إف 6-80إي1
وسي إف 6-80إي1 (CF6-80E1) هو مشتق من أسرة سي إف 6 الناجحة والمستخدمة على إيرباص إيه 330، مع تصنيف قوة دفع تبلغ من 67,500 إلى 72000 رطل (300-320 كيلو نيوتن).

#### المتغيرات الأخرى
التنمية الصناعية والبحرية لسي إف 6-80C2، وسلسلة LM6000 وجدت، بما في ذلك استخدام واسع العبارة السريعة وعالية السرعة التطبيقات سفينة شحن، وكذلك في توليد الطاقة. [ بحاجة لمصدر ]

## التطبيقات
| سي إف 6-6 - ماكدونل دوغلاس دي سي - 10-10 سي إف 6-45 - بوينغ 747-100أس أر “-100SR” سي إف 6-50 - ماكدونل دوغلاس دي سي - 10 - ماكدونل دوغلاس دي سي - 10-30 - كيه سي-10 إكستيندر - بوينغ 747 - بوينغ 747-200 - بوينغ 747-300 - بوينغ E-4B - إيرباص إيه 300 - بوينغ YC-14 سي إف 6-80A - بوينغ 767 - إيرباص إيه 310 | سي إف 6-80C2 - بوينغ 767 - E-10 MC2A - بوينغ E-767 - بوينغ KC-767 - بوينغ 747 - بوينغ 747-400/-400ER - بوينغ VC-25 (اير فورس وان) - لوكهيد سي-5أم غالاكسي - ماكدونل دوغلاس أم دي-11 - إيرباص إيه 300-600 - كاواساكي C-2 سي إف 6-80E1/E2 - إيرباص إيه 330 |

## مواصفات (سي إف 6-50)

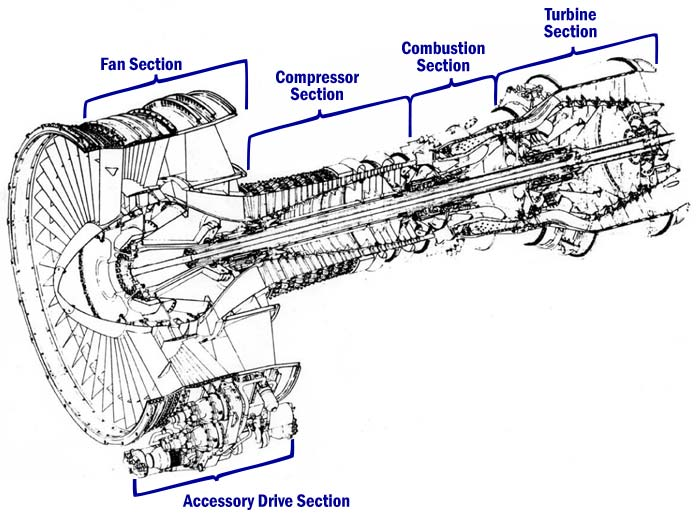
مقطع لرسم هندسي لمحرك سي إف 6-6

البيانات من جنرال إلكتريك.

### الخصائص العامة
- نوع: محرك توربيني مروحي نفاث
- طول: 183 بوصة (4.65 م)
- قطر: 105 بوصة (2.67 م)
- الوزن الجاف: 8,966 - 9047 رطل (4067 كلغ - 4104 كجم)

### مكونات
- ضاغط: 1 مروحة المرحلة، 3 مرحلة الضغط المنخفض، و 14 مرحلة ارتفاع ضغط ضاغط محوري
- الاحتراق: حلقية
- التوربين: 2 مرحلة الضغط العالي، 4 مرحلة منخفضة توربينات الضغط

### أداء
- أقصى قوة الدفع: 52,500 - £ 61500 (234,1-274,23 كيلو نيوتن)
- نسبة الضغط الكلي: 29.2:1 - 31.1:1
- تجاوز نسبة: 4,24 حتي 4,4
- نسبة قوة الدفع إلى الوزن: 5.6:1 - 06:01

## معرض صور

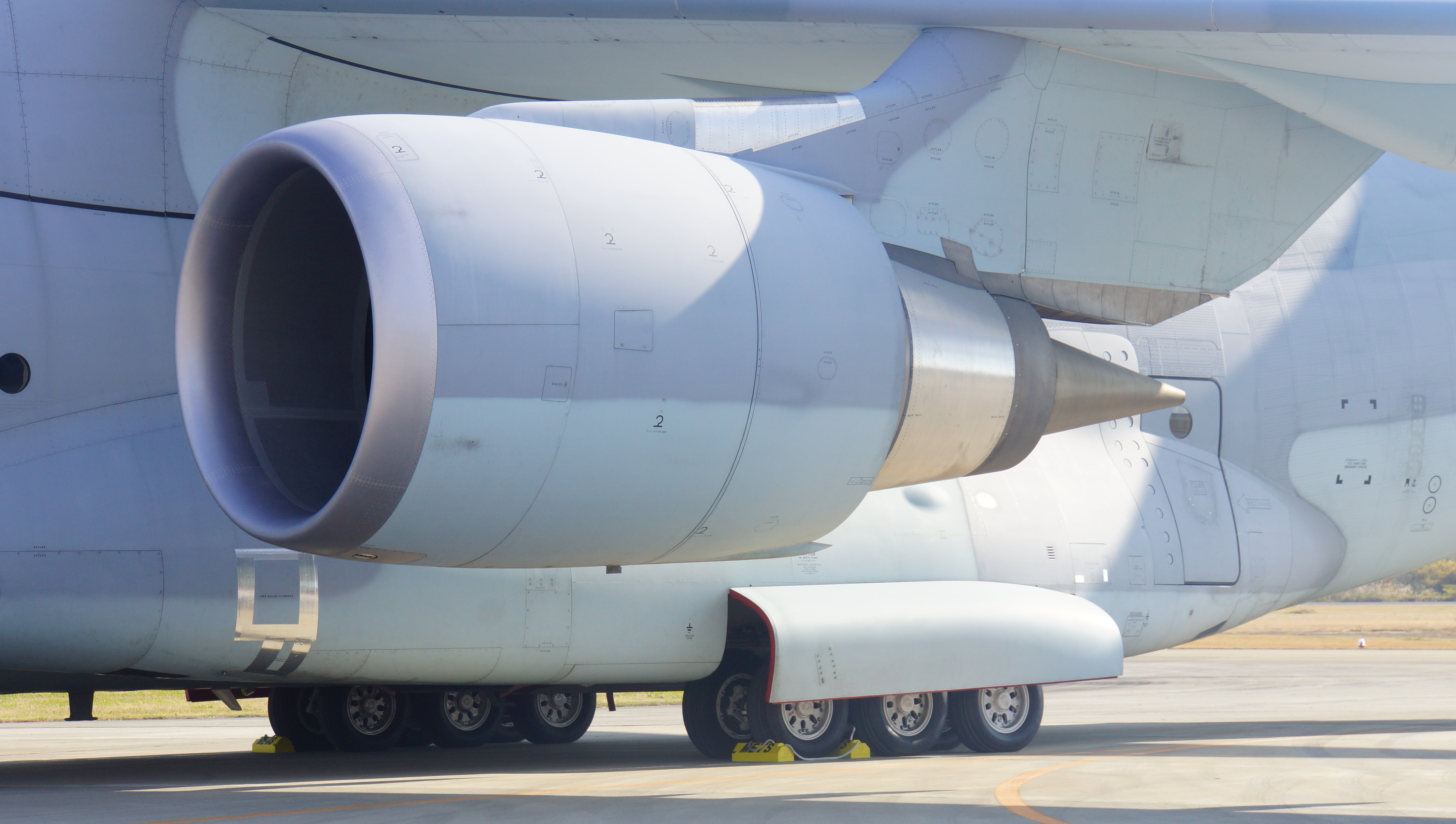
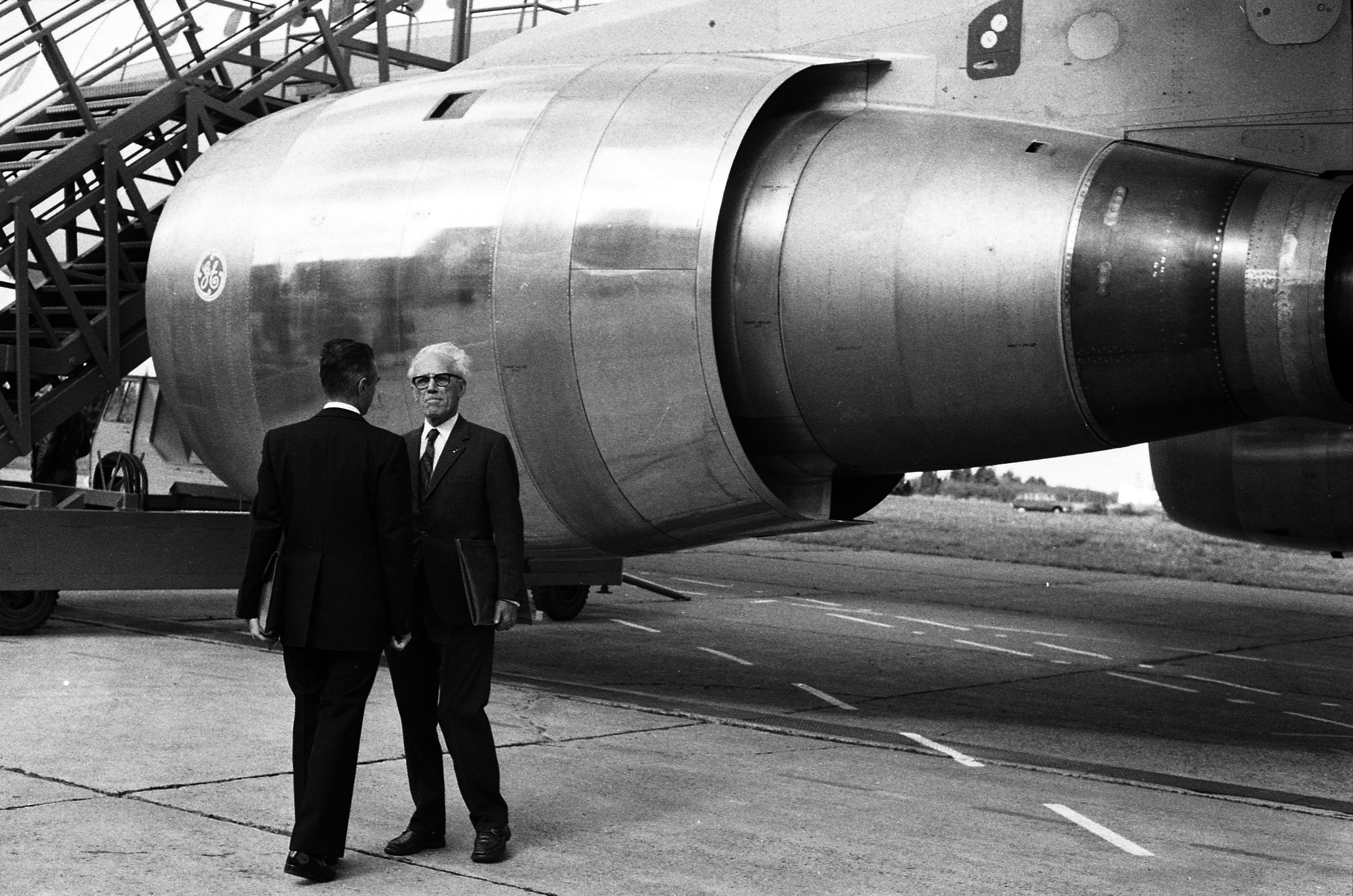
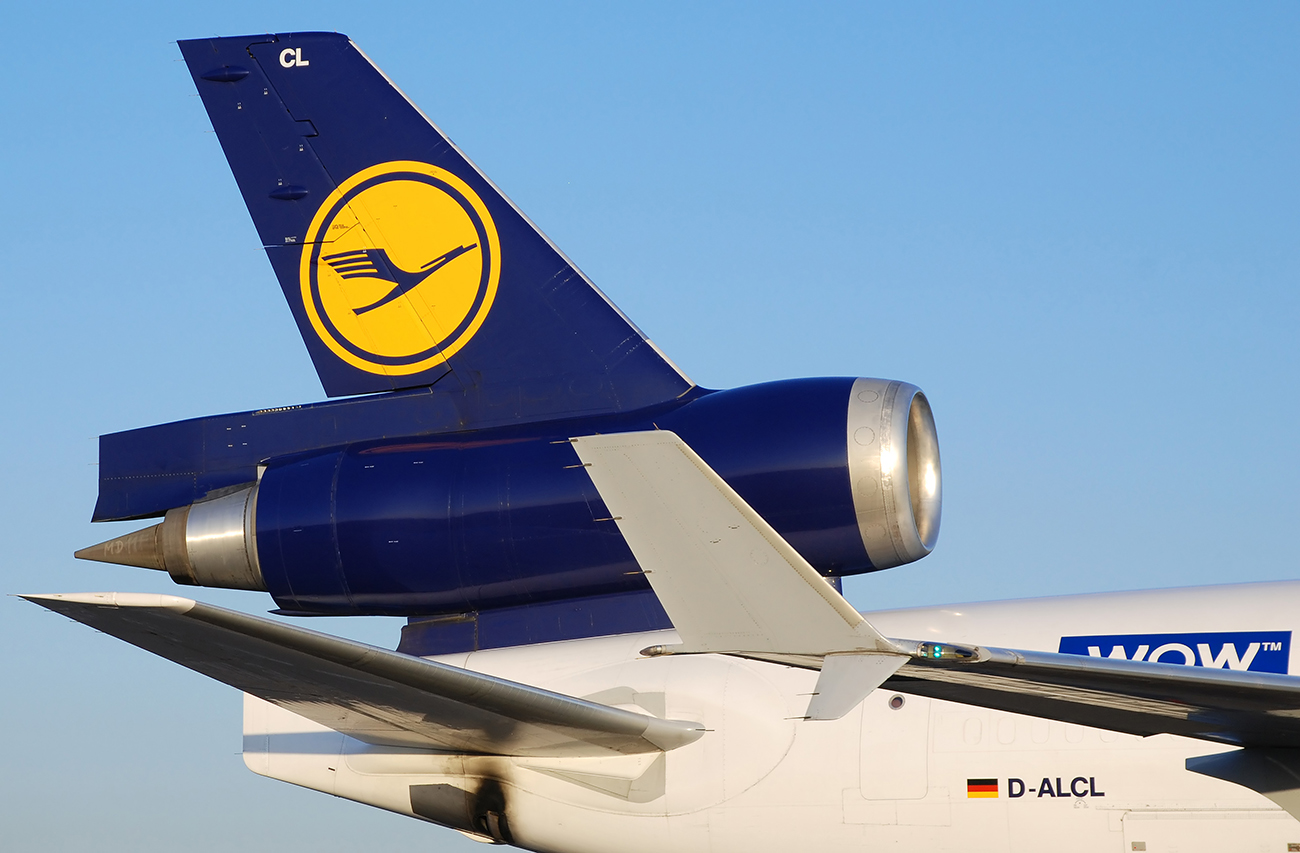
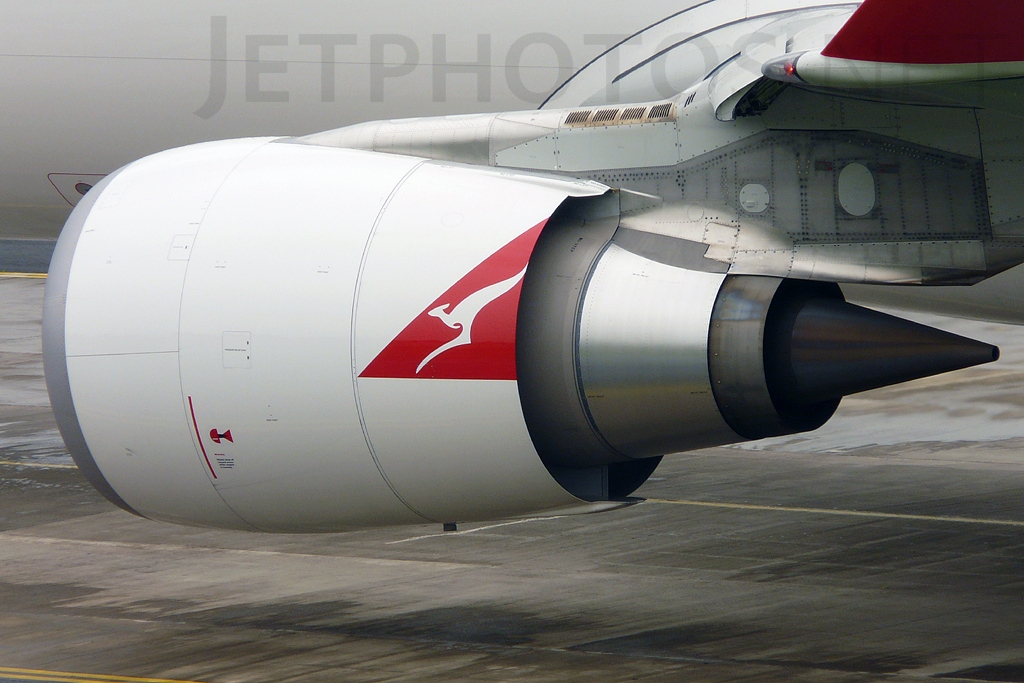
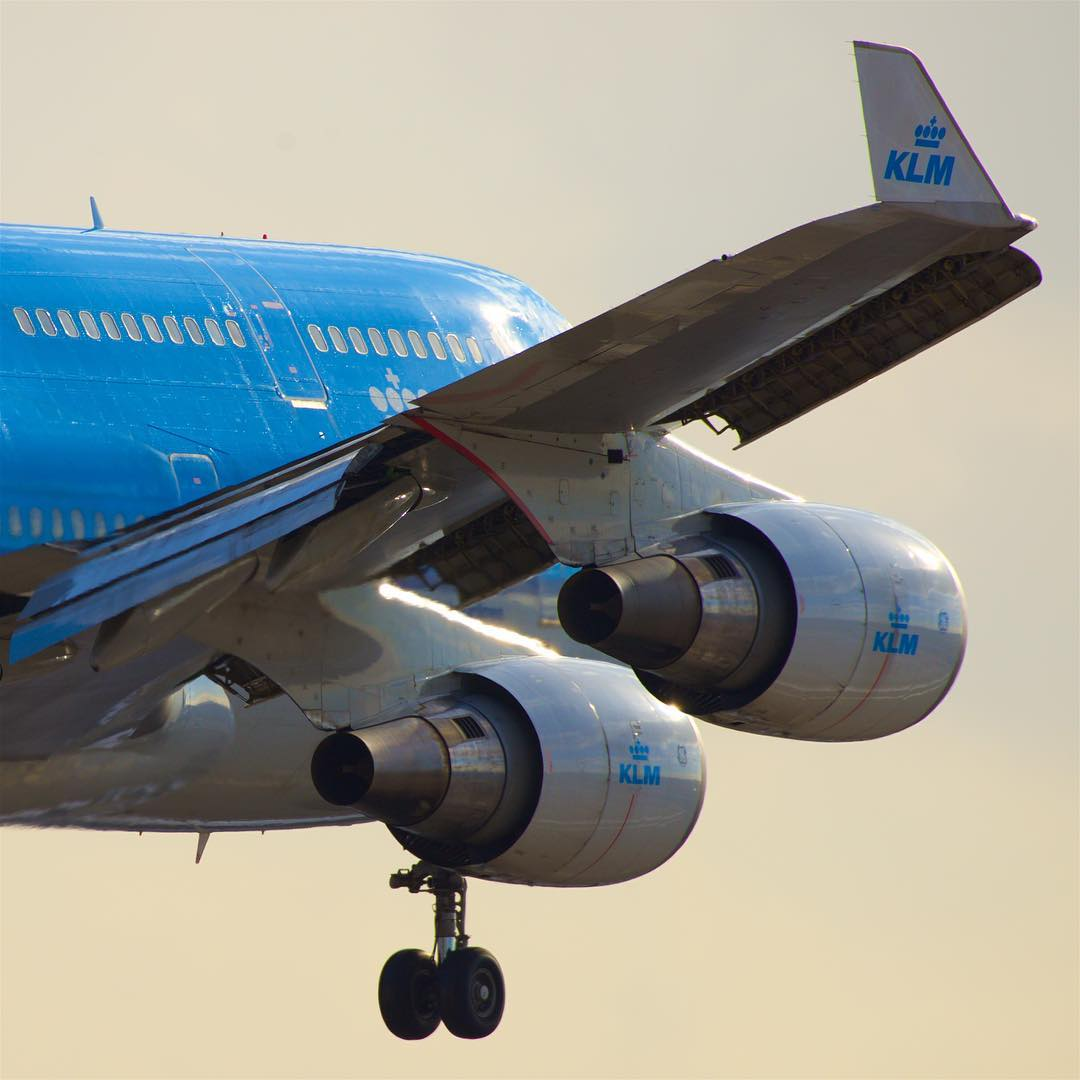

## قوائم ذات صلة
- قائمة محركات الطائرات

## وصلات خارجية
```
ويكيميديا كومونز إلى: جنرال الكتريك سي إف 6 
جي إي الموقع سي إف 6 
«
فولفو ايرو
 سي إف 6-80 صفحة ويب». المؤرشفة من الأصلي في 2007-06-22. مقاول فرعي 
القومي لسلامة النقل على توصية السلامة جي إي CF-6 محركات من 12 ديسمبر 2000 PDF 262 KB 
Stammen، كين (2001-01-03). «فشل المحرك تسبب جي إي إصلاح». سينسناتي موقعة. المؤرشفة من الأصلي في 2007-08-22.
```